# Circle Social Chart
Circle Social Chart, conocida anteriormente como Gaon Social Chart, es una lista musical semanal, perteneciente a Gaon Music Chart, que clasifica a los 50 artistas musicales más populares de Corea del Sur según los datos recopilados de las plataformas digitales YouTube, TikTok, V Live, Mubeat y MyCelebs.

## Historia
Lanzada en julio de 2013, la lista originalmente clasificaba a las 100 mejores canciones de Corea del Sur según su popularidad mundial en los sitios de redes sociales. Desde el 15 de julio de 2013 hasta el 22 de junio de 2014, se tomaron datos de YouTube, Twitter, Facebook y Me2day. Después del cierre de Me2day, se tomaron datos solo de YouTube, Twitter y Facebook, hasta que el anterior parámetro fue reemplazado por Weibo en julio de ese año. La plataforma musical china YinYueTai se agregó a las métricas del gráfico en febrero de 2016, a partir de la edición de la octava semana.
Weibo se eliminó en julio de 2017 después de que finalizara su asociación de datos con Gaon. La última publicación para esta primera versión de la lista fue el número de la semana 27, para el período del 30 de junio al 6 de julio de 2019, siendo «Boy with Luv» del grupo BTS la canción número uno en ese momento, mientras que la canción «TT» del grupo femenino Twice fue el número uno con mayor duración durante la existencia de la tabla, con un total colectivo de 16 semanas no consecutivas.

### Cambio de formato
El 17 de julio de 2019, Gaon publicó un aviso de la reorganización de Social Chart, con una lista ahora orientada al artista y no a un sencillo musical, en su sitio web. La Asociación de Contenido Musical de Corea (KMCA) anunció el cambio a Social Chart 2.0 el día 19 de ese mes. Los datos ahora se agregarían desde las plataformas V Live, Mubeat, SMR y MyCelebs en el futuro, con YouTube agregándose más adelante en el año. La inclusión oficial de la plataforma de vídeo en las métricas del gráfico social se anunció en febrero de 2020. Los datos se integraron retroactivamente en los problemas del gráfico anterior a partir de la primera semana de enero.
El 10 de mayo de 2021, la KMCA anunció una nueva asociación de datos con TikTok. La plataforma se integró en las métricas del gráfico a partir del 1 de junio, y su inclusión se reflejó en la edición de la semana 23 publicada el 10 de junio, para el período del 30 de mayo al 5 de junio de 2021.
El acto que pasa más semanas en el número uno de la lista recibe el premio Social Hot Star of the Year en los premios anuales Gaon Chart Music Awards.

## Estadísticas

### Canciones con más semanas en el N.º 1
Considera el período en que la lista realizaba clasificación de canciones, desde julio de 2013 hasta julio de 2019.
| Pos. | Canción                       | Artista           | Semanas | Período     |
| ---- | ----------------------------- | ----------------- | ------- | ----------- |
| 1.º  | «TT»                          | Twice             | 16      | 2016 – 2017 |
| 2.º  | «Idol»                        | BTS               | 14      | 2018 – 2019 |
| 3.º  | «DNA»                         | BTS               | 12      | 2017 – 2019 |
| 3.º  | «Boy with Luv»                | BTS               | 12      | 2019        |
| 4.º  | «Mic Drop (Steve Aoki Remix)» | BTS ft. Desiigner | 11      | 2017 – 2018 |
| 5.º  | «Roll Deep»                   | Hyuna             | 10      | 2015        |
| 6.º  | «Signal»                      | Twice             | 9       | 2017        |
| 7.º  | «Red»                         | Hyuna             | 8       | 2014        |
| 7.º  | «Ah Yeah»                     | EXID              | 8       | 2015        |
| 8.º  | «Cheer Up»                    | Twice             | 7       | 2016        |
| 8.º  | «Fake Love»                   | BTS               | 7       | 2018        |
| 9.º  | «Like a Cat»                  | AOA               | 6       | 2014        |
| 9.º  | «Fire»                        | BTS               | 6       | 2016 – 2017 |
| 10.º | «Hot Pink»                    | EXID              | 5       | 2015 – 2016 |
| 10.º | «Knock Knock»                 | Twice             | 5       | 2017        |

### Artistas con mayor cantidad de semanas en el N.º 1
Considera el período en que la lista realiza clasificación de artistas (Gaon Social Chart 2.0), desde julio de 2019 a la fecha.
| Pos. | Artista       | Semanas |
| ---- | ------------- | ------- |
| 1.º  | BTS           | 185     |
| 2.º  | Twice         | 57      |
| 3.º  | Blackpink     | 41      |
| 4.º  | Hyuna         | 19      |
| 5.º  | EXID          | 17      |
| 6.º  | Beast         | 12      |
| 6.º  | AOA           | 12      |
| 7.º  | 4Minute       | 10      |
| 8.º  | Crayon Pop    | 9       |
| 9.º  | Trouble Maker | 5       |
| 9.º  | Infinite      | 5       |
| 9.º  | GFriend       | 5       |
| 10.º | VIXX          | 4       |
| 10.º | Shinhwa       | 4       |
| 10.º | Seventeen     | 4       |